# Брауверс, Рул
Рул Бра́уверс (нидерл. Roel Brouwers; род. 28 ноября 1981[…], Херлен, Лимбург) — нидерландский футболист, защитник, завершивший игровую карьеру.

## Карьера
В 2001 году окончил футбольную школу «Велтания» в своём родном городе. Сразу после этого был приглашён на просмотр в известный нидерландский клуб «Рода», с которым спустя некоторое время подписал профессиональный контракт. За команду Рул играл в течение четырёх сезонов, но провёл всего лишь 49 матчей.
В 2005 году Рул подписал контракт с «Падерборном», который тогда только что вышел во вторую Бундеслигу. 7 августа 2005 года дебютировал в составе «Падерборна» в гостевом матче первого тура против «Унтерхахинга», который завершился поражением со счётом 0:3. Рул же на 67-й минуте заменил Маркуса Болльмана. За «Падерборн» Рул провёл всего два сезона, но зато стал основным игроком и провёл 59 матчей, в которых забил семь мячей.
Перед сезоном 2007/08, 7 июня Рул подписал трёхлетний контракт с мёнхенгладбахской «Боруссией», которая тогда неожиданно вылетела во второй дивизион. Брауверс сходу смог стать игроком основы. Дебют за «Боруссию» состоялся 13 августа 2007 года в выездном матче первого тура против «Кайзерслаутерна», который завершился вничью с счётом 1:1. Рул вышел в основном составе и провёл на поле весь матч. Всего в первом своём сезоне провёл 28 матчей и забил два мяча.
Дебют в Бундеслиге состоялся 17 августа 2008 года в домашнем матче первого тура против «Штутгарта», который был проигран со счётом 1:3. Рул вышел на поле в основном составе, на 60-й минуте отметился голевым пасом на Роба Френда, а на 79-й его заменил израильский нападающий Роберто Колаутти.
Даже после возвращения в Бундеслигу Рул смог сохранить за собой место основного защитника «Боруссии». А в сезоне 2009/10 выдал блестящую для центрального защитника результативность, забив в 34-х матчах восемь мячей.
12 мая 2014 года Брауверс продлил контракт с «Боруссией» до 2015 года.